# 純位數
在娛樂數學裡，純位數為一由相同位元重複而組成的自然數，通常指在十進位裡。亦可指其他的進位，如156在五進位內即為純位數(1111)。
例如11、222、4444、77777及999999。所有的純位數都是迴文數，以及循環單位的倍數。
在{\displaystyle B}進位之下，數字為{\displaystyle x}（{\displaystyle 0<x<B}）的{\displaystyle y}位純位數，其數值為{\displaystyle x{\frac {B^{y}-1}{B-1}}}。
舉例來說，十進位底下 77777 的數值為{\displaystyle 7{\frac {10^{5}-1}{10-1}}}，十六進位底下 77777 則為 {\displaystyle 7{\frac {16^{5}-1}{16-1}}}

## 外部連結
- Repdigits at MathWorld （页面存档备份，存于）